# Munkgrundet
Munkgrundet är en ö i Finland. Den ligger i Bottenviken och i kommunen Nykarleby i den ekonomiska regionen  Jakobstadsregionen i landskapet Österbotten, i den västra delen av landet. Ön ligger omkring 59 kilometer nordöst om Vasa och omkring 390 kilometer norr om Helsingfors.
Öns area är 14,1 hektar och dess största längd är 0,6 kilometer i nord-sydlig riktning. I omgivningarna runt Munkgrundet växer i huvudsak blandskog.